# 1040-es busz
Az 1040-es jelzésű autóbuszvonal távolsági autóbuszjárat Budapest és Gyöngyös között, melyet a Volánbusz Zrt. lát el.

## Története
Budapest és Gyöngyös között több útvonalon közlekedtek a járatok. A legtöbb járat egy adott szakaszon autópályán, kisebb részük végig a 3-as főúton közlekedett. 
Reggeli, délelőtti időszakban Budapest felé 4 járat, délután Gyöngyös felé 3 járat végig autópályán közlekedett. 
Gödöllőn keresztül Gyöngyös felé 7 járat, Budapest felé 5 járat szállította az utasokat.
Hatvanon keresztül Gyöngyös felé 4 járat, Budapest felé 5 járat szállította az utasokat.
Gyöngyös felé 3, Budapest felé 2 járat közlekedett végig a 3-as főúton.
Egyes járatok Budapest és Hatvan között szállították az utasokat. Munkanapokon Hatvan felé 7 járat, Budapest felé 5 járat közlekedett.
Egy járatpár munkaszüneti napok kivételével naponta Budapest és Hort között közlekedett.
2024. augusztus 17-ei menetrend módosítások után a Budapest és Gyöngyös között autópályán közlekedő járatoknak maradt meg ez a vonalszáma. Négy járatpár szállítja az utasokat, útvonalának hossza 77,6 km, menetideje Gyöngyös felé 1 óra 10 perc, Budapest felé 1 óra 5 - 1 óra 15 perc.

## Megállóhelyei
| 0 | Budapest, Stadion autóbusz-pályaudvar végállomás | 4 | 1, 1A 73, 75, 77, 80 95, 130, 195 396, 397, 398, 399, 400, 402, 410, 411, 412, 413, 414, 415, 422, 424, 430, 432, 434, 435, 436, 437, 438, 439, 440, 441, 442, 485, 486 1020, 1021, 1024, 1031, 1034, 1044, 1045, 1046, 1049, 1050, 1051, 1052, 1053, 1054, 1055, 1060, 1066, 1067, 1068, 1069, 1070, 1075, 1076, 1077, 1078                                   |
| 1 | Budapest, Kacsóh Pongrác út                      | 3 | 1, 1A, 3, 69 74, 81, 82 25, 32, 225 396, 397, 398, 399, 400, 402, 412, 413, 414, 415, 422, 424, 432, 434, 435, 436, 437, 438, 439, 442 1020, 1021, 1024, 1031, 1034, 1044, 1045, 1046, 1049, 1050, 1051, 1052, 1053, 1054, 1055, 1066, 1067, 1068, 1069, 1076                                                                                                  |
| 2 | Budapest, Szerencs utca                          | 2 | 96, 225, 296, 296A 396, 397, 398, 399, 400, 402, 412, 413, 414, 415, 422, 424, 432, 434, 435, 436, 437, 438, 439, 442 1020, 1021, 1024, 1031, 1034, 1044, 1045, 1046, 1049, 1051, 1052, 1053, 1054, 1055, 1066, 1067, 1068, 1069, 1076 |
| 3 | Gyöngyös, toronyház                              | 1 | 411, 413, 415 1044, 1045, 1046, 1049, 1050, 1054, 1066, 1068, 1069, 1348, 1427, 1469, 1515 3448, 3602, 3604, 3612, 3650, 3652, 3670, 3671, 3675, 3676, 3697, 4602, 4653 |
| 4 | Gyöngyös, autóbusz-állomás végállomás            | 0 | 1A 411, 413, 415 1044, 1045, 1046, 1049, 1050, 1054, 1066, 1068, 1069, 1301, 1305, 1308, 1348, 1402, 1427, 1469, 1515 3445, 3448, 3471, 3492, 3602, 3604, 3612, 3650, 3651, 3652, 3655, 3656, 3660, 3661, 3662, 3663, 3664, 3665, 3666, 3670, 3671, 3673, 3675, 3676, 3677, 3678, 3680, 3681, 3685, 3688, 3691, 3693, 3694, 3696, 3697, 3698, 3699, 4602, 4653 |